# Christ dans la maison de Marthe et Marie
Pour les articles homonymes, voir Jésus chez Marthe et Marie.
Le Christ dans la maison de Marthe et Marie (en espagnol : Cristo en casa de Marta y María) est un tableau de Diego Vélasquez, réalisé lors de son étape sévillane, en 1618. Actuellement, il se trouve à la National Gallery de Londres après le legs réalisé en 1892 par Sir William M. Gregory.

## Le thème et les caractéristiques techniques du tableau
Le tableau représente une jeune femme travaillant à la cuisine; devant elle, une table pleine de nourriture (quelques aulx qu'elle doit être en train d'écraser, des œufs et des poissons). Elle s'occupe sans doute à cuisiner un plat. Près d'elle, une femme plus âgée s'approche et semble vouloir lui signaler quelque chose avec l'index de la main droite. Au fond, comme s'il y avait un tableau à l'intérieur du tableau, apparaît une scène religieuse qui donne le titre à la toile puisqu'on y voit la figure de Jésus-Christ parlant avec une femme tandis que s'approche d'eux une femme âgée.
La scène décrit un épisode de l'Évangile selon Luc, selon lequel Jésus s'est arrêté dans la maison d'une femme du nom de Marthe et pendant qu'elle travaillait à préparer le repas, sa sœur, Marie, écoutait Jésus et n'aidait pas sa sœur. Marthe s'est plainte et Jésus lui a répondu que sa sœur Marie avait choisi la meilleure part en l'écoutant pendant que Marthe était inquiète et préoccupée par la quantité de choses qu'elle avait à faire. Dans le passage correspondant de l'Évangile selon Jean, le lieu est appelé Béthanie. Les deux femmes sont habituellement connues comme Marthe et Marie (Marthe de Béthanie et Marie de Béthanie).
Il semble donc que dans le tableau, la vieille femme serve de lien entre les deux scènes, d'un côté, elle voit comment Marie écoute Jésus et d'autre part, elle avertit Marthe que sa sœur ne l'aide pas dans la préparation du repas.
Vélasquez avait déjà peint ce type de scènes connectées qu'on nomme « nature morte inversée », dans le tableau La Mulâtre ; une servante vient à la cuisine pour chercher ce qui doit être servi à la table, cette table autour de laquelle apparaissent dans la scène du fond, Jésus-Christ avec les disciples d'Emmaüs.

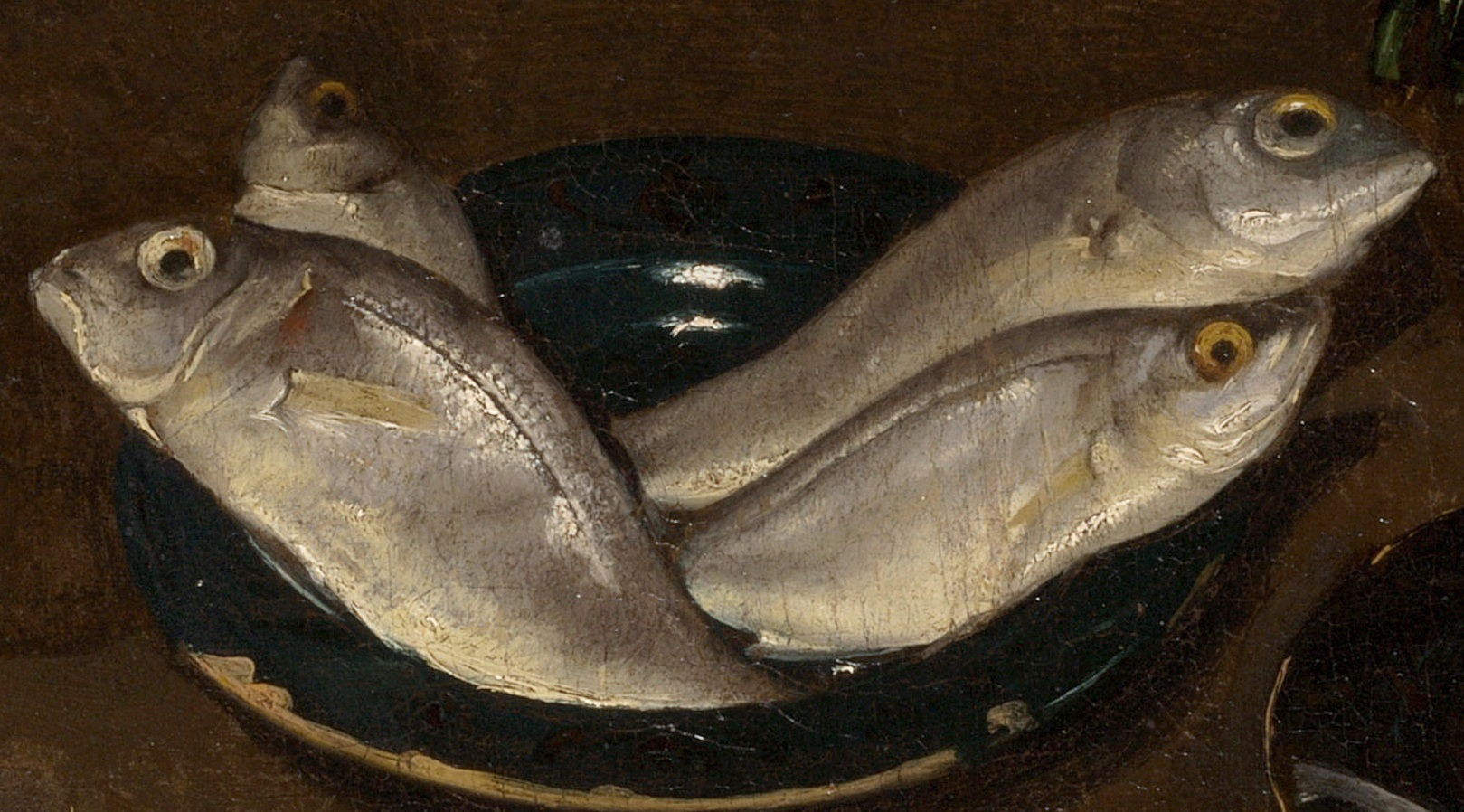
Détail : le plat de poissons.

Comme dans tous les tableaux de la première époque, il faut souligner la qualité des objets représentés dans le tableau, que ce soient des objets en métal, en céramique ou en verre, y compris les aliments présents sur la table, tous sont réalisés avec un soin du détail et une qualité photographique parfaites. Cette qualité est aussi présente dans la scène du fond, où l'on remarquera une petite jarre posée sur la table.

## Sources
- (es) Cet article est partiellement ou en totalité issu de l’article de Wikipédia en espagnol intitulé « Cristo en casa de Marta y María (Velázquez) » (voir la liste des auteurs).